# Micrura dorsalis
Micrura dorsalis är en djurart som tillhör fylumet slemmaskar, och som beskrevs av Addison Emery Verrill 1892. Micrura dorsalis ingår i släktet Micrura och familjen Lineidae. Inga underarter finns listade i Catalogue of Life.